# Cyanopterus bekilyensis
Cyanopterus bekilyensis är en stekelart som först beskrevs av Granger 1949.  Cyanopterus bekilyensis ingår i släktet Cyanopterus och familjen bracksteklar. Inga underarter finns listade i Catalogue of Life.